# Albertville (Francia)
Albertville (in arpitano Arbèrtvela) è un comune francese di 19 706 abitanti situato nel dipartimento della Savoia, di cui è sottoprefettura, nella regione dell'Alvernia-Rodano-Alpi. Capoluogo dell'omonimo arrondissement e dei due cantoni di Albertville-Nord e Sud, la cittadina è attraversata dai fiumi Arly e Isère e ospita la confluenza del primo nel secondo. I suoi abitanti si chiamano Albertvillois.

## Geografia fisica

### Posizione
Il comune di Albertville si trova alle porte di più valli alpine del dipartimento della Savoia. In effetti è sita nella Comba di Savoia, al limite della valle della Tarantasia, del Beaufortain e della valle dell'Arly. Questa particolarità geografica le valse, fra l'altro, il soprannome di «Crocevia delle Quattro Valli».
Albertville è attraversata dal fiume Arly e costeggiata dall'Isère a sud-ovest. L'Arly confluisce nell'Isère qualche chilometro più a valle della città. Le montagne circostanti sono le prealpi dei Bauges (ad ovest), il Beaufortain (a nord) e il massiccio della Lauzière (a sud).
Le cime osservabili da Albertville sono la Belle Étoile, il Dent de Cons, la Négresse, la Roche Pourrie, il Mirantin, la Pointe de la Grande Journée e la catena del Grand Arc.

### Comuni limitrofi
I comuni limitrofi d'Albertville sono Venthon nel Beaufortain, Pallud, Mercury, Gilly-sur-Isère, Tournon, Monthion e Grignon nella Comba di Savoia e Tours-en-Savoie.

## Storia
Albertville fu fondata e battezzata col suo nome nel 1836 dal re di Sardegna Carlo Alberto di Savoia, che riunì le località di Conflans (centro medievale) e l'Hôpital. Da Albertville, epoca romana, passava la via delle Gallie, strada romana consolare fatta costruire da Augusto per collegare la Pianura Padana con la Gallia.

### Simboli
Lo stemma riunisce i simboli di due località:
- Conflans: di rosso, alla croce accantonata, nel cantone sinistro della punta, da una torre, il tutto d'argento[1] ovvero la croce di Savoia con una torre a rappresentare le fortificazioni;
- L'Hôpital: l'azzurro simboleggia i corsi d'acqua, l'ancora il trasporto del legname lungo i fiumi e l'attività portuale, il covone l'estensione dei campi coltivati grazie al contenimento dell'Arly.

## Società

### Evoluzione demografica
Abitanti censiti

## Infrastrutture e trasporti

### Ferrovie
La stazione ferroviaria principale della città è la stazione di Albertville.

## Amministrazione

### Gemellaggi
Albertville è gemellata con:
- Winnenden

Ha stretto patti di amicizia con:
- Aosta
- Sainte-Adèle

Intrattiene relazioni privilegiate con:
- Poprad

## Sport
La cittadina, più industriale che turistica, ha organizzato i Giochi olimpici invernali nel 1992. In città fu eretto lo stadio temporaneo Théâtre des Cérémonies, mentre le gare sciistiche ebbero per lo più luogo nelle vicine stazioni sciistiche di Val-d'Isère, Les Arcs, Espace Killy e Courchevel (con il Trampolino del Praz).